# Oostamerikaanse watersalamanders
Oostamerikaanse watersalamanders (Notophthalmus) zijn een geslacht van salamanders uit de familie echte salamanders (Salamandridae). De groep werd voor het eerst wetenschappelijk beschreven door Constantine Samuel Rafinesque-Schmaltz in 1820.
Er zijn drie soorten die voorkomen in het oosten van Noord-Amerika: in de Verenigde Staten en Mexico.

## Taxonomie
Geslacht Notophthalmus
- Soort Notophthalmus meridionalis
- Soort Notophthalmus perstriatus
- Soort Notophthalmus viridescens – Groene watersalamander